# هان ژیدونگ
هان ژیدونگ (انگلیسی: Han Zhidong؛ زادهٔ ۲۹ ژوئیه ۱۹۷۷) بازیکن واترپلو اهل چین بود.
وی در مسابقات کشوری و بین‌المللی در مجموع برندهٔ ۱ مدال طلا، ۲ مدال برنز شده‌است.